# Psion MC series
PSION MC (MC 200 / 400 / 600) је кућни рачунар фирме PSION који је почео да се производи у Уједињеном Краљевству током 1989. године.
Користио је 80c86 микропроцесорску јединицу а RAM меморија рачунара је имала капацитет од MC-200: 128 до 256 KB. 
Као оперативни систем кориштен је EPOC.

## Детаљни подаци
Детаљнији подаци о рачунару MC 200 су дати у табели испод.
|                       |                                                                    |
| [ 1 ]                 |                                                                    |
| Произвођач            |                                                                    |
| Тип                   | кућни рачунар                                                      |
| Меморија              | MC-200: 128 до 256 KB                                              |
| Поријекло             | Уједињено Краљевство                                               |
| Година                | 1989                                                               |
| Тастатура             | Пуни помак 63 тастера + touch pad - MC-600: 10 функцијских тастера |
| Процесор              |                                                                    |
| Фреквенција процесора | 7,68                                                               |
| RAM                   | MC-200: 128 до 256 KB                                              |
| ROM                   | 256 KB. Укључен софтвер - MC-600 MS-DOS 3.2                        |
| Текст                 | непознато                                                          |
| Графика               | 640 x 400                                                          |
| Боја                  | монохроматски LC-200 плаво/бијело, LC-400/600 црно/бијело          |
| Звук                  | Унутрашњи звучник и микрофон                                       |
| Димензије             | 31,4 (ширина) x 27,7 (дубина) x 4,9 (висина) / 2,2                 |
| Портови               |                                                                    |
| Оперативни систем     |                                                                    |